# 중화민국의 행정원장
중화민국 행정원 원장(중국어 정체자: 中華民國行政院院長, 병음: Zhōnghuá Mínguó Xíngzhèng Yuàn Yuànzhǎng), 통칭 행정원장(行政院長)은 중화민국 행정원의 수장이다. 총통이 직접 임명하며, 부총통에 이어 총통 권한대행 순위 제2위이다. 현직 행정원장은 줘룽타이이다.
행정원장을 높여 부르는 경칭으로 각규(閣揆)가 사용되기도 한다.

## 역사
1912년에 중화민국이 건국된 이후 내각총리(內閣總理)라는 이름으로 처음 성립되어 이후 1914년에 국무경(國務卿), 1916년에는 북양정부에 의해 국무총리(國務總理)로 변경되었다. 이후 1928년에 북벌을 통해 북양정부를 몰아내고 중국 대륙을 장악한 국민정부가 중화민국 행정원을 설치하고 행정원 원장(行政院院長)을 행정원의 우두머리로 두면서 비로소 현재의 명칭이 만들어졌다.
중화인민공화국은 하나의 중국 원칙에 따라 중화민국 정부를 인정하지 않기 때문에, 행정원장을 타이완 지역 행정부문 책임자(중국어 간체자: 台湾行政部门负责人, 대만행정부문부책인)라고 호칭한다.

## 권한과 책임
행정원장은 의결 기관에 해당하는 "행정원회의(行政院會議)"를 주재한다. 또한 행정원회의의 구성원이 되는 행정원 부원장 및 정무위원(각료), 행정원회의 의장은 행정원장의 추천에 따라 총통이 임명한다.
행정원장은 행정 정책과 행정 결과에 대한 보고서를 입법원에 제출하고, 입법원에 출석하여 행정원이 추진하는 정책에 대한 의원들의 질의에 응답해야 하며, 행정원의 정책과 사무에 대한 총통의 승인 및 입법원의 관련 입법을 요청하는 역할을 맡는다. 또한 총통이 공포하는 법령에는 행정원장이 함께 서명해야 그 효력이 발휘된다.
행정원장은 부총통에 이어 총통 권한대행 순위 제2위로서, 총통과 부총통직이 모두 공석인 경우에는 최장 3개월까지 총통 권한대행으로 재직할 수 있다.
또한 입법원은 의원 3분의 1 이상의 찬성으로 행정원장에 대한 불신임 결의안을 발의할 수 있으며, 의원 과반수의 찬성으로 불신임 결의가 통과되면 행정원장은 10일 이내에 사임해야 하는데 이때 행정원장은 총통에게 입법원 해산을 요청할 수 있다. 만약 행정원장에 대한 불신임 결의가 부결된다면 입법원은 동일한 행정원장에 대해서는 1년동안 불신임 결의를 할 수 없다.
지금까지 입법원에서 행정원장에 대한 불신임 결의는 한번도 의결된 적이 없다. 이는 총통이 야당이 다수인 입법원에 대항할 수 있는 충분한 합법적 집행 권한을 가지고 있기 때문이다. 또한 2005년에 이루어진 헌법 개정에서 총통 임기 4년, 입법원 임기 3년이었던 것을 모두 4년으로 맞추면서 선거 주기가 일치하게 되어 한 정당이 입법부와 행정부를 모두 장악할 가능성이 높아지게 되면서 행정원장의 불신임 가능성이 더욱 줄어들었다.

## 행정원장의 정부수반 여부
중화민국 헌법은 원래 행정원장과 총통 사이의 관계를 엄격하게 규정하지 않았고, 따라서 동거 정부가 발생할 때 행정권을 총통이 행사하게 될지, 아니면 행정원장이 행사하게 될지 명확하지 않았다. 과거 장징궈 총통 때까지는 국민당 내의 중국 본토 출신 세력들이 모든 국가 권력을 장악했기에 이러한 것이 큰 문제가 되지 않았으나, 1988년 장징궈가 사망하면서 타이완 출신의 리덩후이 부총통이 총통직을 승계한 이후 국민당 내에서 중국 본토 출신 세력들과 타이완 출신 세력들 간의 권력 투쟁이 시작되었고 이는 총통과 행정원장의 권력 관계에 대한 헌법적 논쟁으로 확대되었다. 리덩후이 총통은 자신의 총통직 승계에 반대했던 본토 출신 세력인 위궈화, 리환, 하오보춘을 차례로 행정원장에 임명하면서 본토 세력들의 반발을 잠재우고 당내 타협을 추구했다. 이후 하오보춘이 사임한 뒤에는 당내 타이완 출신 세력의 반발에도 불구하고 또 다시 본토 출신인 롄잔을 행정원장에 임명하면서 권력 관계 문제는 잠시 수면 아래로 가라앉았다.
그러나 1990년대에 중화민국이 민주화 된 이후 야당의 정치 활동 금지가 해제되고 타이완 독립을 주장하는 민주진보당이 세력을 점점 키워가면서 언젠가 민주진보당이 입법부를 장악할 것이라는 불안감에 휩싸인 국민당 내 강경파들의 영향으로 헌법 개정이 이루어져 총통의 인사에 대한 행정원장의 동의권이 삭제되고 행정원장 임명과 해임에 관한 입법원의 많은 권한이 사라져 권력 구조 상으로 총통이 우위에 서게 되었다.
이후 얼마 되지 않아 2000년 총통 선거에서 민주진보당의 천수이볜이 승리하여 중화민국 사상 처음으로 수평적 정권교체가 이루어졌는데, 입법원은 여전히 국민당이 장악하고 있었기에 총통의 소속 정당과 입법원 다수당이 다른 상황이 처음으로 나타나게 되었고, 행정원장과 입법원의 관계에 대한 문제가 다시 정계의 핵심 논쟁으로 부상했다. 천수이볜 총통은 일단 국민당 소속의 탕페이를 행정원장에 임명하였으나 둘 사이에 수시로 갈등이 빚어졌고, 탕페이는 취임 후 약 5개월만에 사임하였다. 이후 행정원장에는 민주진보당 소속만이 임명됐다. 이에 따라 행정원장은 총통에 대해서만 책임을 지며 입법원에 대한 책임은 없다는 것은 물론, 입법원은 행정원장의 임명과 해임에 대해 관여할 수 없다는 헌법 해석이 암묵적으로 정계에 받아들여졌다. 그런데 천수이볜 총통의 임기가 끝나갈 무렵 레임덕으로 천수이볜과 민주진보당의 정치적 영향력이 미미해지고 국민당이 다시 정국을 주도하게 되면서 국민당이 "천 총통의 행동은 위헌" 이라며 이 헌법 해석에 반발하기 시작하며 입법원이 행정원장을 지명해야 한다고 주장했다. 이후 국민당을 비롯한 범람연맹은 행정원이 제출한 모든 법안을 거부하였고, 이렇게 거부된 법안은 민주진보당 의원들에 의해 재발의되어 다시 입법원 표결을 거치는 절차가 반복되면서 입법 과정에서의 비효율성이 심각해졌다.
하지만 2005년에 이루어진 헌법 개정으로 총통과 입법원의 선거 주기가 같아지면서 2008년 총통 선거에서 당선된 마잉주 총통 때부터는 한 정당이 입법부와 행정부를 모두 장악할 가능성이 높아지게 되면서 이후 총통과 행정원장, 입법원의 권력 관계에 대한 논쟁은 사실상 정계에서 사라졌다. 그러나 여전히 학자들 사이에서는 언제 또 다시 발생할지 모를 정치적 불안을 막기 위해서라도 헌법을 개정해서 입법부와 행정부 간의 관계를 보다 더 명확히 헌법에 규정해야 한다는 의견이 제기되고 있지만 실현되지 않고 있으며, 지금까지도 행정원장의 정부수반으로서의 역할은 제한적이며 대부분 총통의 행정을 보좌하는 역할에 그치고 있다.

## 역대 행정원장 목록
| 역대 중화민국 행정원장 목록 (헌정후) | 역대 중화민국 행정원장 목록 (헌정후) | 역대 중화민국 행정원장 목록 (헌정후) | 역대 중화민국 행정원장 목록 (헌정후) | 역대 중화민국 행정원장 목록 (헌정후) | 역대 중화민국 행정원장 목록 (헌정후) | 역대 중화민국 행정원장 목록 (헌정후) | 역대 중화민국 행정원장 목록 (헌정후) |
| 대                                   | 사진                                 | 이름                                 | 임기                                 | 임기                                 | 정당                                 | 당시 총통                            |                                      |
| 대                                   | 사진                                 | 이름                                 | 취임일                               | 퇴임일                               | 정당                                 | 당시 총통                            |                                      |
| ------------------------------------ | ------------------------------------ | ------------------------------------ | ------------------------------------ | ------------------------------------ | ------------------------------------ | ------------------------------------ | ------------------------------------ |
| 1                                    |                                      | 웡원하오 翁文灝, 옹문호              | 1948년 5월 29일                      | 1948년 12월 23일                     | 중국국민당                           | 장제스 蔣介石, 장개석                |                                      |
| 2                                    |                                      | 쑨커 孫科, 손과                      | 1948년 12월 23일                     | 1949년 3월 24일                      | 중국국민당                           | 장제스 蔣介石, 장개석                |                                      |
| 3                                    |                                      | 허잉친 何應欽, 하응흠                | 1949년 3월 24일                      | 1949년 6월 13일                      | 중국국민당                           | 리쭝런 李宗仁, 이종인 (권한대행)     |                                      |
| 4                                    |                                      | 옌시산 閻錫山, 염석산                | 1949년 6월 13일                      | 1950년 3월 15일                      | 중국국민당                           | 리쭝런 李宗仁, 이종인 (권한대행)     |                                      |
| 5                                    |                                      | 천청 陳誠, 진성                      | 1950년 3월 15일                      | 1954년 6월 1일                       | 중국국민당                           | 장제스 蔣介石, 장개석                |                                      |
| 6                                    |                                      | 위훙춘 兪鴻鈞, 유홍균                | 1954년 6월 1일                       | 1958년 7월 15일                      | 중국국민당                           | 장제스 蔣介石, 장개석                |                                      |
| 7                                    |                                      | 천청 陳誠, 진성                      | 1958년 7월 15일                      | 1963년 12월 16일                     | 중국국민당                           | 장제스 蔣介石, 장개석                |                                      |
| 대행                                 |                                      | 왕윈우 王雲五, 왕운오                | 1963년 7월 1일                       | 1963년 12월 16일                     | 무소속                               | 장제스 蔣介石, 장개석                |                                      |
| 8                                    |                                      | 옌자간 嚴家淦, 엄가감                | 1963년 12월 16일                     | 1972년 6월 1일                       | 중국국민당                           | 장제스 蔣介石, 장개석                |                                      |
| 9                                    |                                      | 장징궈 蔣經國, 장경국                | 1972년 6월 1일                       | 1975년 4월 5일                       | 중국국민당                           | 장제스 蔣介石, 장개석                |                                      |
| 9                                    | 1975년 4월 5일                       | 장징궈 蔣經國, 장경국                | 1978년 5월 20일                      | 옌자간 嚴家淦, 엄가감                | 중국국민당                           |                                      |                                      |
| 대행                                 |                                      | 쑤칭청 徐慶鐘, 서경종                | 1978년 5월 20일                      | 1978년 6월 1일                       | 중국국민당                           | 장징궈 蔣經國, 장경국                |                                      |
| 10                                   |                                      | 쑨윈쉬안 孫運璿, 손운선              | 1978년 6월 1일                       | 1984년 6월 1일                       | 중국국민당                           | 장징궈 蔣經國, 장경국                |                                      |
| 대행                                 |                                      | 추촹환 邱創煥, 구창환                | 1984년 2월 24일                      | 1984년 6월 1일                       | 중국국민당                           | 장징궈 蔣經國, 장경국                |                                      |
| 11                                   |                                      | 위궈화 兪國華, 유국화                | 1984년 6월 1일                       | 1988년 1월 13일                      | 중국국민당                           | 장징궈 蔣經國, 장경국                |                                      |
| 11                                   | 1988년 1월 13일                      | 위궈화 兪國華, 유국화                | 1989년 6월 1일                       | 리덩후이 李登輝, 이등휘              | 중국국민당                           |                                      |                                      |
| 12                                   |                                      | 리환 李煥, 이환                      | 1989년 6월 1일                       | 리덩후이 李登輝, 이등휘              | 중국국민당                           | 1990년 6월 1일                       |                                      |
| 13                                   |                                      | 하오보춘 郝柏村, 학백촌              | 1990년 6월 1일                       | 리덩후이 李登輝, 이등휘              | 중국국민당                           | 1993년 2월 27일                      |                                      |
| 14                                   |                                      | 롄잔 連戰, 연전                      | 1993년 2월 27일                      | 리덩후이 李登輝, 이등휘              | 중국국민당                           | 1997년 9월 1일                       |                                      |
| 15                                   |                                      | 샤오완창 蕭萬長, 소만장              | 1997년 9월 1일                       | 리덩후이 李登輝, 이등휘              | 중국국민당                           | 2000년 5월 20일                      |                                      |
| 16                                   |                                      | 탕페이 唐飛, 당비                    | 2000년 5월 20일                      | 2000년 10월 6일                      | 중국국민당                           | 천수이볜 陳水扁, 진수편              |                                      |
| 17                                   |                                      | 장쥔슝 張俊雄, 장준웅                | 2000년 10월 6일                      | 2002년 2월 1일                       | 민주진보당                           | 천수이볜 陳水扁, 진수편              |                                      |
| 18                                   |                                      | 유시쿤 游錫堃, 유석곤                | 2002년 2월 1일                       | 2005년 2월 1일                       | 민주진보당                           | 천수이볜 陳水扁, 진수편              |                                      |
| 19                                   |                                      | 셰창팅 謝長廷, 사장정                | 2005년 2월 1일                       | 2006년 1월 25일                      | 민주진보당                           | 천수이볜 陳水扁, 진수편              |                                      |
| 20                                   |                                      | 쑤전창 蘇貞昌, 소정창                | 2006년 1월 25일                      | 2007년 5월 21일                      | 민주진보당                           | 천수이볜 陳水扁, 진수편              |                                      |
| 21                                   |                                      | 장쥔슝 張俊雄, 장준웅                | 2007년 5월 21일                      | 2008년 5월 20일                      | 민주진보당                           | 천수이볜 陳水扁, 진수편              |                                      |
| 22                                   |                                      | 류자오쉬안 劉兆玄, 유조현            | 2008년 5월 20일                      | 2009년 9월 10일                      | 중국국민당                           | 마잉주 馬英九, 마영구                |                                      |
| 23                                   |                                      | 우둔이 吳敦義, 오돈의                | 2009년 9월 10일                      | 2012년 2월 6일                       | 중국국민당                           | 마잉주 馬英九, 마영구                |                                      |
| 24                                   |                                      | 천충 陳冲, 진충                      | 2012년 2월 6일                       | 2013년 2월 18일                      | 중국국민당                           | 마잉주 馬英九, 마영구                |                                      |
| 25                                   |                                      | 장이화 江宜樺, 강의화                | 2013년 2월 18일                      | 2014년 12월 8일                      | 중국국민당                           | 마잉주 馬英九, 마영구                |                                      |
| 26                                   |                                      | 마오즈궈 毛治國, 모치국              | 2014년 12월 8일                      | 2016년 2월 1일                       | 중국국민당                           | 마잉주 馬英九, 마영구                |                                      |
| 27                                   |                                      | 장산정 張善政, 장선정                | 2016년 2월 1일                       | 2016년 5월 20일                      | 무소속                               | 마잉주 馬英九, 마영구                |                                      |
| 28                                   |                                      | 린취안 林全, 임전                    | 2016년 5월 20일                      | 2017년 9월 8일                       | 무소속                               | 차이잉원 蔡英文, 채영문              |                                      |
| 29                                   |                                      | 라이칭더 賴淸德, 뇌청덕              | 2017년 9월 8일                       | 2019년 1월 14일                      | 민주진보당                           | 차이잉원 蔡英文, 채영문              |                                      |
| 30                                   |                                      | 쑤전창 蘇貞昌, 소정창                | 2019년 1월 14일                      | 2023년 1월 31일                      | 민주진보당                           | 차이잉원 蔡英文, 채영문              |                                      |
| 31                                   |                                      | 천젠런 陳建仁, 천젠런                | 2023년 1월 31일                      | 2024년 5월 20일                      | 민주진보당                           | 차이잉원 蔡英文, 채영문              |                                      |
| 32                                   |                                      | 줘룽타이 卓榮泰, 줘룽타이            | 2024년 5월 20일                      | 현재                                 | 민주진보당                           | 라이칭더 賴淸德, 뇌청덕              |                                      |

## 같이 보기
- 중화민국의 총통
- 중화민국의 입법원장
- 중화민국 행정원부원장
- 중화민국 입법원
- 중화민국의 정치